# یواس‌اس مارابوت (ای‌ام‌سی-۵۰)
یواس‌اس مارابوت (ای‌ام‌سی-۵۰) (به انگلیسی: USS Marabout (AMc-50)) یک کشتی بود که طول آن ۹۷ فوت ۱ اینچ (۲۹٫۵۹ متر) بود. این کشتی در سال ۱۹۴۱ ساخته شد.